# اریب‌جناغی
اریب‌جناغی (نام علمی: Plagiosternum) نام یک سرده از راسته بریده‌مهرگان است.